# سانتياغو رودريغيز
سانتياغو رودريغيز (بالإسبانية: Santiago Rodriguez)‏ (23 أغسطس 1997 الأرجنتين - ) هو لاعب كرة قدم أرجنتيني، يلعب كمهاجم.

## وصلات خارجية
- سانتياغو رودريغيز على موقع قاعدة بيانات كرة القدم.إي يو (الإنجليزية)
- سانتياغو رودريغيز على موقع Soccerway.com (الإنجليزية)